# Formula
Fórmula je kratek simboličen zapis, ki se uporablja v matematiki, naravoslovju in tehniki ter kemiji za opis odnosov med količinami. 
Matematična formula je v splošnem izjavna forma (po navadi kar enačba), ki pove, kako izračunati neko količino na podlagi danih podatkov. Taka formula se imenuje tudi obrazec.
Zgled: formula (obrazec) za ploščino pravokotnika je p = ab. Če poznamo dolžini stranic (a in b), lahko izračunamo ploščino (p). 
Izraz formula se je uveljavil, ko so matematiki začeli podajati navodila za računanje v obliki enačbe (v tako imenovani »formalni obliki«). Pred tem so bila navodila za računanje podana opisno - z besedami (npr.: Ploščino pravokotnika dobiš, če zmnožiš njegovo dolžino in širino.).